# Satisloh
Satisloh ist ein international tätiger Maschinenhersteller für die Fertigung von Brillengläsern und Linsen für die optische Industrie. Neben dem Hauptsitz in Baar, Schweiz, besitzt Satisloh Produktions- und Servicestandorte, Logistikzentren und Vertriebsgesellschaften weltweit.
1922 gründete Wilhelm Loh seine „Mechanische Werkstätte, Werkzeugbau und Schlosserei“ in Wetzlar. 1998 kaufte die Schweiter Technologies AG aus der Schweiz die auf Vakuumbeschichtung spezialisierte Satis Vacuum Gruppe. 2005 übernahm Schweiter Technologies die Wilhelm Loh KG und fusionierte sie mit Satis Vacuum zu Satisloh. 2008 kaufte der französische Essilor-Konzern Satisloh.